# Eumeta variegata
Eumeta variegata är en fjärilsart som beskrevs av Pieter Cornelius Tobias Snellen 1879. Eumeta variegata ingår i släktet Eumeta och familjen säckspinnare. Inga underarter finns listade i Catalogue of Life.